# 宇部市立厚南中学校
宇部市立厚南中学校（うべしりつ こうなんちゅうがっこう）は山口県宇部市東須恵にある公立中学校。
場所は、JR山陽本線・宇部線 宇部駅より南東に約1km下った、丘陵地を切り拓いた場所に位置し、同校南側には宇部市立厚南小学校が隣接する。
同校の校区は、古くから住宅地の開発やそれに伴う人口流入が続いたため、宇部市内はもとより、山口県内でも屈指のマンモス校として知られたが、1991年（平成3年）、宇部市立黒石中学校開校に伴い校区の一部を分離した。

## 沿革
- 1947年 - 宇部市立厚南中学校として開校。
- 1952年 - 校章・胸章制定。
- 1954年 - 制服・制帽制定。
- 1957年 - 校歌制定。
- 1991年 - 宇部市立黒石中学校と分離。
- 1993年 - 宇部市立黒石小学校新設に伴う校区変更。

## 交通
- 宇部市営バス厚南校前バス停より、徒歩1 - 2分